# Taylor Hawkins

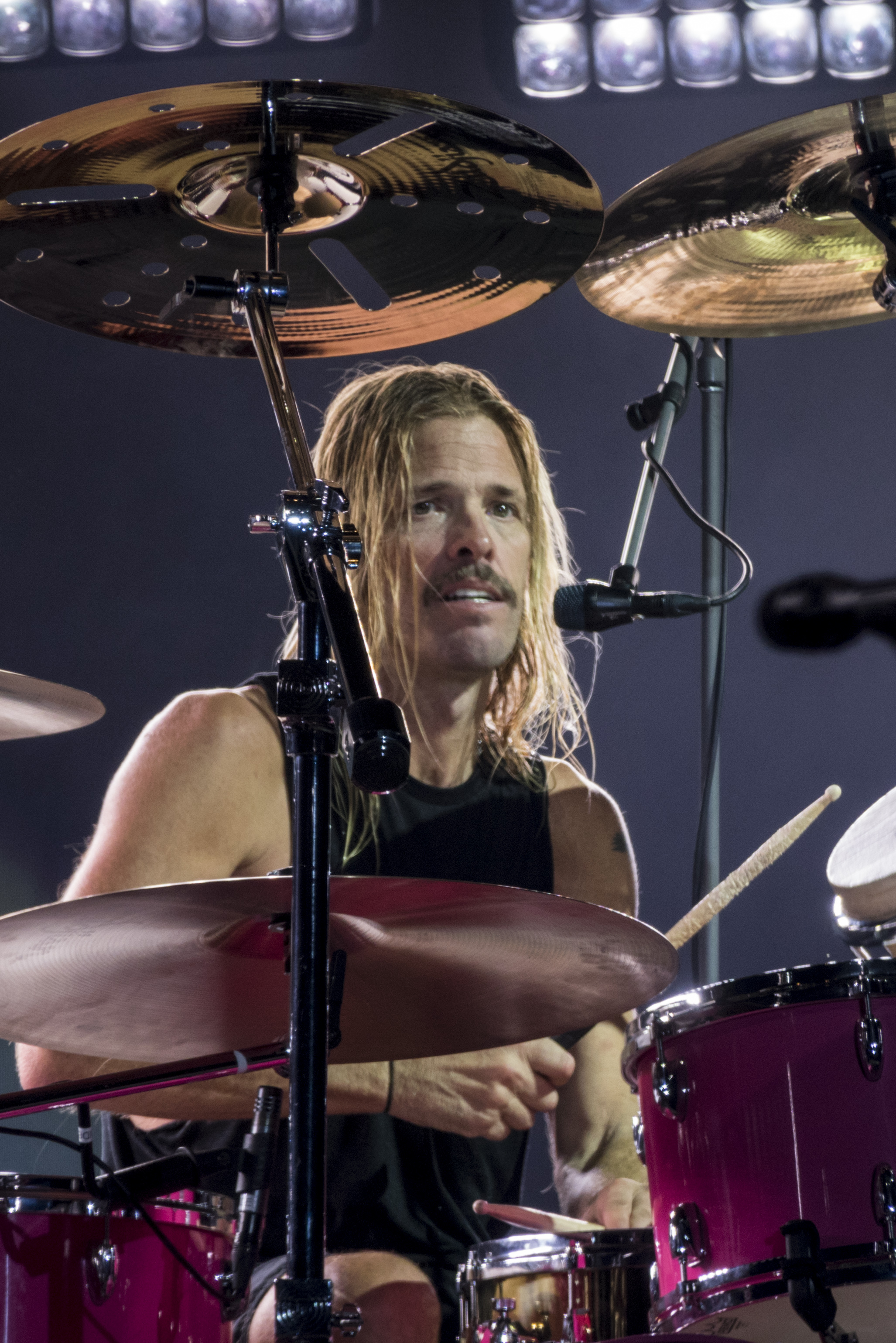
Taylor Hawkins (2017)

Oliver Taylor Hawkins (* 17. Februar 1972 in Fort Worth, Texas; † 25. März 2022 in Bogotá, Kolumbien) war ein US-amerikanischer Schlagzeuger und Mitglied der Rockband Foo Fighters.

## Karriere
Inspiriert durch Schlagzeuger wie Roger Taylor, Stewart Copeland und Phil Collins, begann Hawkins im Alter von zehn Jahren, selbst Schlagzeug zu spielen. Später schloss er sich verschiedenen Coverbands an, die er rückblickend als „entsetzlich“ (wörtlich englisch “horrible”) bezeichnete. Seine erste bekanntere Band war das Projekt Sylvia, das er gemeinsam mit dem späteren Anyone-Gründer Riz Story bildete. Dessen Sound wird als psychedelisch und experimentell beschrieben.
Nach der Auflösung des Projekts stieg Hawkins bei Alanis Morissettes Tourband ein. Ab 1997 war er festes Bandmitglied der Foo Fighters. Während seiner perkussiven Tätigkeit für Alanis Morissette waren sich Dave Grohl, der Gründer der Foo Fighters, und Taylor Hawkins regelmäßig auf Musikfestivals begegnet und stellten fest, dass sie sowohl menschlich als auch musikalisch auf einer Wellenlänge lagen. Als Schlagzeuger war er außerdem auf einem Soloalbum des Queen-Gitarristen Brian May zu hören (Another World, 1998). Es kam auch zu insgesamt vier gemeinsamen Live-Auftritten der Foo Fighters mit den verbliebenen Queen-Musikern. Für das 2000 erschienene Soundtrack-Album zu Mission: Impossible II nahmen die Foo Fighters gemeinsam mit Brian May eine von Taylor Hawkins gesungene Coverversion von Pink Floyds Have a Cigar auf. Auch auf dem 2005 erschienenen Album In Your Honor sowie auf dem 2017 erschienenen Album Concrete and Gold ist Hawkins bei den Stücken Cold Day In The Sun und Sunday Rain als Leadsänger zu hören.
Ab 2005 war er gemeinsam mit Chris Chaney von Jane’s Addiction auch in einem Nebenprojekt namens Coattail Riders (bzw. Taylor Hawkins and the Coattail Riders) als Leadsänger aktiv. Das erste Album erschien im Frühjahr 2006. Außerdem hat Taylor auf dem Album Good Apollo, I’m Burning Star: IV – Volume 2: No World for Tomorrow der Band Coheed and Cambria alle Drums eingespielt.
2014 veröffentlichte er mit einem Nebenprojekt namens The Birds Of Satan am 15. April ein gleichnamiges Studioalbum. Die Band bestand außer ihm aus Mick Murphy (Gitarre) und Wiley Hodgden (Bass). Auch Dave Grohl und Pat Smear wirkten als Gäste mit.
Hawkins’ letzter Auftritt mit den Foo Fighters, die sich auf eine Welttournee begeben hatten, war am 20. März 2022 beim Lollapalooza im argentinischen Buenos Aires. Der letzte Song, den er mit der Band spielte, war Everlong.

## Privatleben und Tod
Hawkins’ Familie zog nach Laguna Beach, Kalifornien, als er fünf oder sechs Jahre alt war. Er hatte einen jüngeren Bruder namens Jason. Bis 2012 lebte er mit seiner Frau Alison und den drei gemeinsamen Kindern im kalifornischen Topanga. Die Familie zog später nach Hidden Hills.
Er galt als Horrorfilmfan. Seine Lieblingsbands waren unter anderem The Police, U2, Pink Floyd und Queen. Nach eigener Aussage litt Hawkins unter starkem Lampenfieber, das er teils mit Alkohol und Drogen zu bekämpfen versuchte. 2001 lag er nach einer Überdosis Heroin mehrere Tage im Koma.
Taylor Hawkins wurde am 25. März 2022 tot in seinem Hotelzimmer in Kolumbiens Hauptstadt Bogotá aufgefunden. Bei einer toxikologischen Blutuntersuchung wurden Tetrahydrocannabinol, trizyklische Antidepressiva, Benzodiazepine und Opioide in seinem Leichnam nachgewiesen.

## Postume Ehrungen
Am 3. September 2022 fand im Londoner Wembley Stadium ein sechsstündiges Tribute-Konzert zu Ehren von Taylor Hawkins statt. Neben den Foo Fighters nahmen am Konzert u. a. Brian May und Roger Taylor, Brian Johnson, Liam Gallagher, Alex Lifeson, Geddy Lee und Paul McCartney teil. 
Hawkins’ Sohn Shane Hawkins (* 2006) begleitete die Band am Schlagzeug beim Titel My Hero. Bei einem Großteil der teilnehmenden Musiker handelte es sich um Künstler, die für Hawkins Vorbilder waren. Am 27. September 2022 wurde ein zweites Tribute-Konzert in Los Angeles ausgerichtet, bei dem neben einigen Musikern des Londoner Konzerts u. a. auch Miley Cyrus, Gene Simmons und Chad Smith dabei waren.

## Trivia
Hawkins und Dave Grohl spielten gelegentlich bei Liveshows so genannte Drum Duels, also Parallelschlagzeug, oder tauschten die Plätze und Hawkins übernahm Gesang und Gitarre. Nach der There-Is-Nothing-Left-to-Lose-Tour begab sich Hawkins auf Grund von Suchtproblemen in medizinische Behandlung. 2003 war Hawkins neben Dave Sardy, Scott Weiland und Chris Goss einer der Gäste auf dem Campfire-Girls-Album Tell Them Hi (Interscope). Mit dem ehemaligen Jane’s-Addiction-Bassisten Eric Avery arbeitete Hawkins ebenfalls zusammen. Nebenbei spielte Hawkins mit Freunden in der Coverband Chevy Metal alte Songs von Black Sabbath und The Who.
Grohl würdigte seine Freundschaft mit Hawkins in seinem 2021 erschienenen Buch Der Storyteller: Geschichten aus dem Leben und der Musik mit „Bei unserem ersten Treffen war sofort eine Verbindung da und wir kamen uns mit jedem Song, mit jeder Note, die wir zusammen spielten, näher. Gemeinsam sind wir zu einem unaufhaltsamen Duo geworden, auf der Bühne und abseits davon. Immer auf der Suche nach allen Abenteuern, die wir finden können. Er ist mein Bruder einer anderen Mutter, mein bester Freund, ein Mann, für den ich eine Kugel in Kauf nehmen würde.“
Am Tag seines Todes erschien das Album der fiktiven Band Dream Widow aus dem Film Studio 666. Hawkins hatte sowohl in der Horrorkomödie der Foo Fighters mitgespielt als auch das Album eingetrommelt.
Wenige Wochen nach Taylor Hawkins’ Tod erschien auf dem Tributealbum Brother Johnny, das Edgar Winter zu Ehren seines Bruders Johnny Winter veröffentlichte, der Song Guess I’ll Go Away, den Taylor Hawkins einsang. Hawkins war auch an Ozzy Osbournes Album Patient Number 9 mit drei Songs beteiligt. Osbourne bestätigte, dass weitere Song-Aufnahmen mit Hawkins existieren.